# Grafiti publicitario

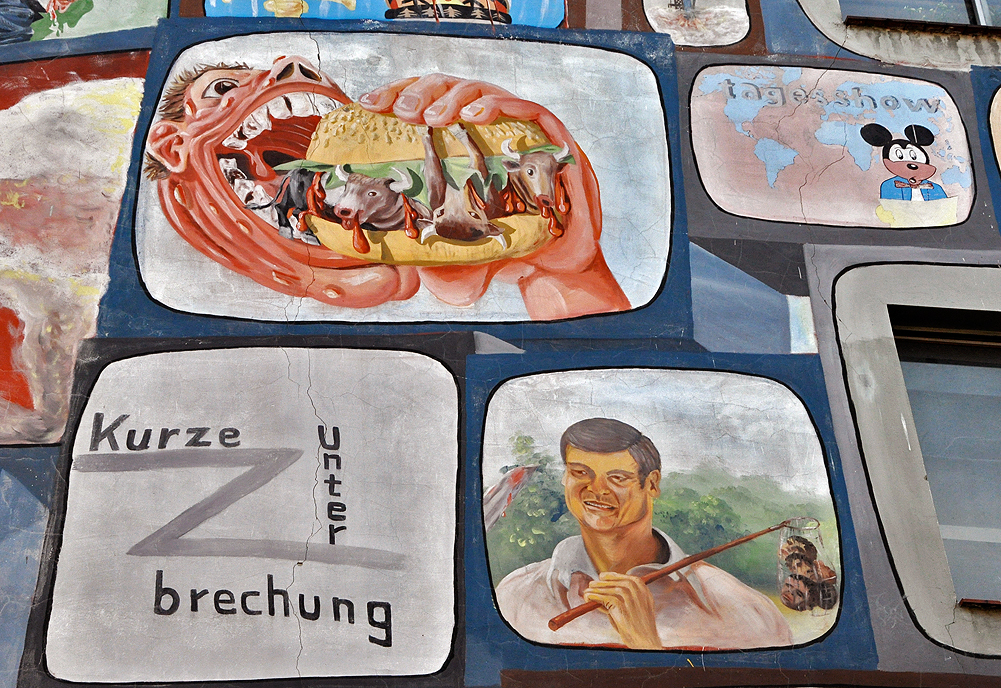
Grafiti publicitario en Berlín

El grafiti publicitario es una práctica por la que las compañías les pagan a los grafiteros por desarrollar su trabajo para publicitar un determinado producto o servicio. En la ciudad de Nueva York en particular, el grafiti publicitario es un gran negocio y desde los años 1980 se ha manifestado en muchas de las ciudades importantes de Europa como Londres, París y Berlín. Cada vez más esta modalidad ha sido utilizada para promover videojuegos e incluso presentarse de forma prominente en ellos, reflejando la lucha en la vida real entre los artistas de la calle y la legalidad. El grafiti publicitario ha creado una significativa controversia  entre quienes lo ven cuando un medio eficaz de publicidad para audiencias objetivo concretas y quienes creen que los grafiti legales y la publicidad que los emplea promueve el  grafiti ilegal y la delincuencia.

## Historia

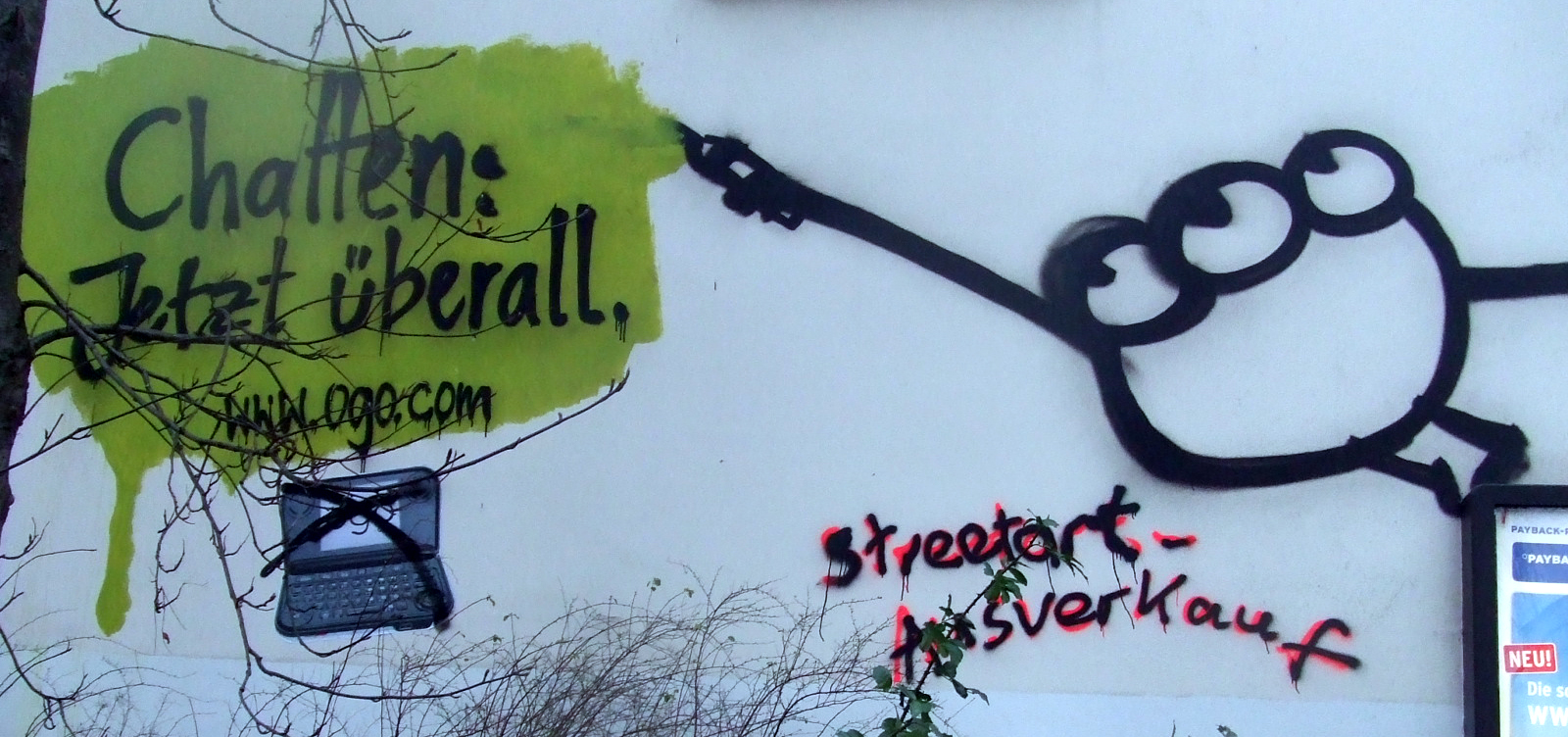
Grafiti publicitario en Alemania

El grafiti como actividad comercial se remonta a la Grecia Antigua cuando los fabricantes de cerámica emplearon artistas para decorar sus productos con motivos y diseños intrincados. En la era moderna, el fenómeno ha sido fuertemente asociado con la ciudad de Nueva York desde finales de los años 1960 y la cultura hip-hop que emergió en los años 1980, según un  artículo de New York Times de 1993 que se enfocó en este asunto. El término grafiti publicitario fue utilizado en un artículo por la revista Time tan pronto como en 1968 y utilizado para describir la actividad en Chicago tan temprano como en 1970. En 1981, Times Square era referenciado como el lugar del grafiti publicitario a través de la Japonización, y más recientemente de la mayor Japonización de la cultura infantil que toma forma a través de grafitis en videojuegos y en la creciente popularidad de innovaciones japonesas como anime. Desde principios de los años 1980, el grafiti publicitario aparece en Los Ángeles y otras ciudades americanas importantes y a través de Europa, particularmente en París, Londres y Berlín y se muestra en las paredes de numerosas galerías a lo largo de Europa.
Con una popularidad creciente y la legitimación del grafiti, ha experimentado cada vez una mayor comercialización. En 2001, la gran compañía informática IBM  lanzó una campaña publicitaria en Chicago y San Francisco que implicó pintar con espray en las aceras un símbolo de paz, un corazón, y un pingüino (mascota de Linux), para representar Paz, Amor y Linux. Aun así, debido a diversas ilegalidades alguno de los artistas fue arrestado y multado por vandalismo e IBM fue multado con más de 120.000 dólares como pena y para coster la limpieza.